# كلوفازيمين
الكلوفازيمين هو صبغة إيمينوفينازين ذائبة في الدهون تستخدم كتوليفة مرافقة للريفامبيسين والدابسون كعلاج متعدد الأدوية للجذام.

## روابط خارجية
- Official FDA Drug Label
- RxList Clofazimine (most information taken from FDA)
- U.S. National Library of Medicine: Drug Information Portal - Clofazimine